# Michael Verdicchio
Michael Verdicchio, född 1991 i Göteborg, är en svensk journalist. 
Verdicchio är uppvuxen i Lerum. Sedan hösten 2015 är han granskade reporter på Göteborgs-Posten. Han har tidigare varit reporter på SVT Nyheter Väst, P1 Kaliber, P4 Göteborg och P3 Nyheter.
Verdicchio har tilldelats flera priser, däribland Guldspaden vid fyra tillfällen. 2020 tilldelades han Guldspaden för granskningen ”Terrorn mot bönderna”, efter att ha infiltrerat militanta djurrättsgrupper och avslöjat hundratals attacker mot svenska lantbrukare. Året innan tilldelades han samma pris för en granskning av den kristna friskolan Hällebergsskolan och religiöst förtryck i svenskt skolväsende.
År 2020 var Verdicchio upphovsmakare till den granskande podcasten Systrar, om sexhandel med unga tonårsflickor i Sverige. För detta nominerades Michael Verdicchio, tillsammans med fotografen Meli Petersson Ellafi, till Stora journalistpriset i kategorin Årets förnyare samt radiopriset Guldörat. Duon vann senare Guldspaden och Wendela-priset för samma granskning.  Systrar belönades också med förstapris i den internationella tävlingen INMA Awards, som beskrivs som ”medievärldens Oscarsgala”.
År 2018 låg han bakom granskningen ”Hedersflickorna” i Göteborgs-Posten, om hundratals flickor i Sverige som omhändertagits av myndigheter på grund av hedersförtryck. Granskningen avslöjade bland annat fallet med en 12-årig flicka i Göteborg kallad Amanda, som gifts bort, våldtagits och sedan tvingats föda barn utan att myndigheter ingrep. Granskningen ledde till att Göteborgs Stad tillsatte en extern kommission, Amanda-kommissionen, med syfte att granska Göteborgs stads hantering av liknande ärenden. Granskningen nominerades till Årets avslöjare på Faktumgalan år 2018, arrangerad av magasinet Faktum, en tidning som säljs av människor som lever i hemlöshet eller i annat socialt utanförskap.

## Andra uppmärksammade reportage
- ”Hemtjänstbluffen”, en granskning av det västsvenska hemtjänstföretaget Care Together som misskött vården av äldre. Företaget gick sedermera i konkurs. Sändes våren 2014 i SVT Nyheter Väst och Aktuellt. Tilldelades Guldspaden 2014.[17]
- ”De svarta medicinerna”, om illegal handel med narkotikaklassade läkemedel. Publicerades i GP år 2016. Tilldelades Svenska Carnegie-institutets journalistpris 2016.[18]
- ”Nordiska motståndsrörelsen”, en granskning av västsvenska nazister, år 2017. [19]